# Forteresse de Fenestrelle
La forteresse de Fenestrelle a été construite de 1728 à 1850 par les rois de Sardaigne dans la vallée piémontaise de Fenestrelle, acquise en 1713 par Victor-Amédée II.
C'est la plus vaste forteresse d’Europe avec 1 300 000 m2. Située entre 1 135 et 1 785 m d’altitude, elle bloque sur 3 km de large la vallée, où passe la route du col de Montgenèvre à Pignerol et Turin.

## Histoire

### La construction des forts
Fenestrelle est cédée par la France à la Savoie par le traité d'Utrecht (1713).
La vallée n’est alors fortifiée que par le fort Mutin, datant du XVIIe siècle, jugé bon pour la démolition par Vauban en 1701.
Pour défendre cette acquisition, Victor-Amédée II charge Ignazio Giuseppe Bertola de construire un nouveau fort : le fort des Vallées (delle Valli), à 1 800 m.
Trois autres forts sont ajoutés dans les cent-vingt années qui suivent : le fort Charles-Albert au point le plus bas, le fort San Carlo, et le fort des Trois Dents (delle Tre Denti). Les travaux s’achèvent en 1850 par le démantèlement du fort Mutin.
Ces forts sont reliés sur une longueur de 3 km par des murailles et un long couloir abritant un escalier de 4 000 marches.

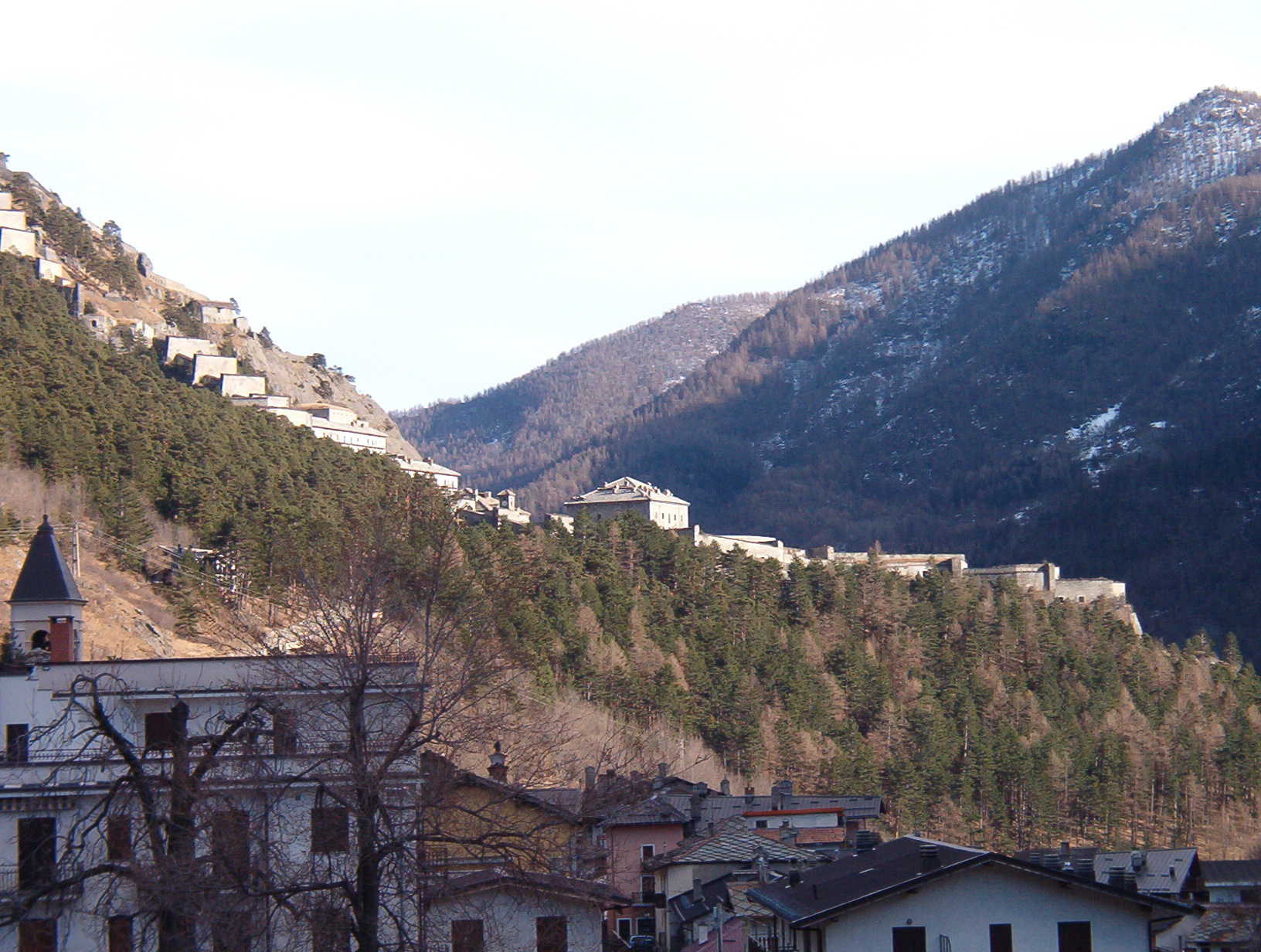

### Une forteresse prison
Essentiellement dissuasive, la forteresse de Fenestrelle n’a jamais eu à soutenir de siège. La forteresse servit de prison politique du 6 juillet 1809 au 30 janvier 1813 pour le cardinal Bartolomeo Pacca, vice-secrétaire d'État du pape Pie VII, sur l'ordre de Napoléon, pendant que le pape était exilé à Savone jusqu'en juin 1812.
À la suite de la proclamation du royaume d'Italie en 1861, les soldats des armées pontificales et siciliennes refusant de prêter serment au nouveau roi sont emprisonnés dans la forteresse,,.
Une controverse datant des années 1990 concerne la détention et l'exécution de nombreux soldats méridionaux, certains dénonçant alors Fenestrelle comme une sorte de camp du goulag ; cette thèse est aujourd'hui contestée par un historien italien, Alessandro Barbero.

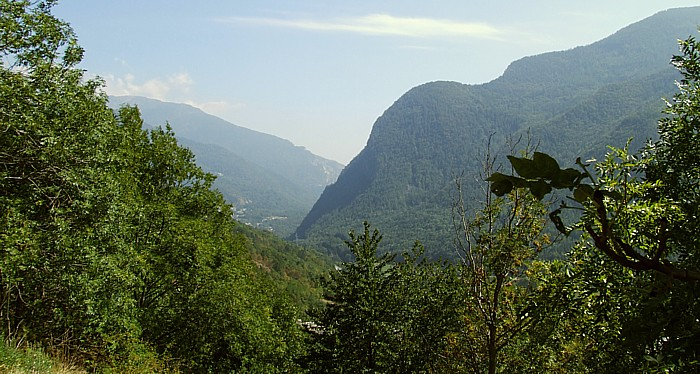
Fenestrelle Val Chisone

### La forteresse auXXesiècle
La forteresse est ensuite convertie en dépôt d’artillerie dans les années 1920. Le fort Charles-Albert est dynamité par les partisans en 1943.
Abandonnée, la forteresse a vu se dégrader le palais du gouverneur, le palais des officiers, l’église et la prison.

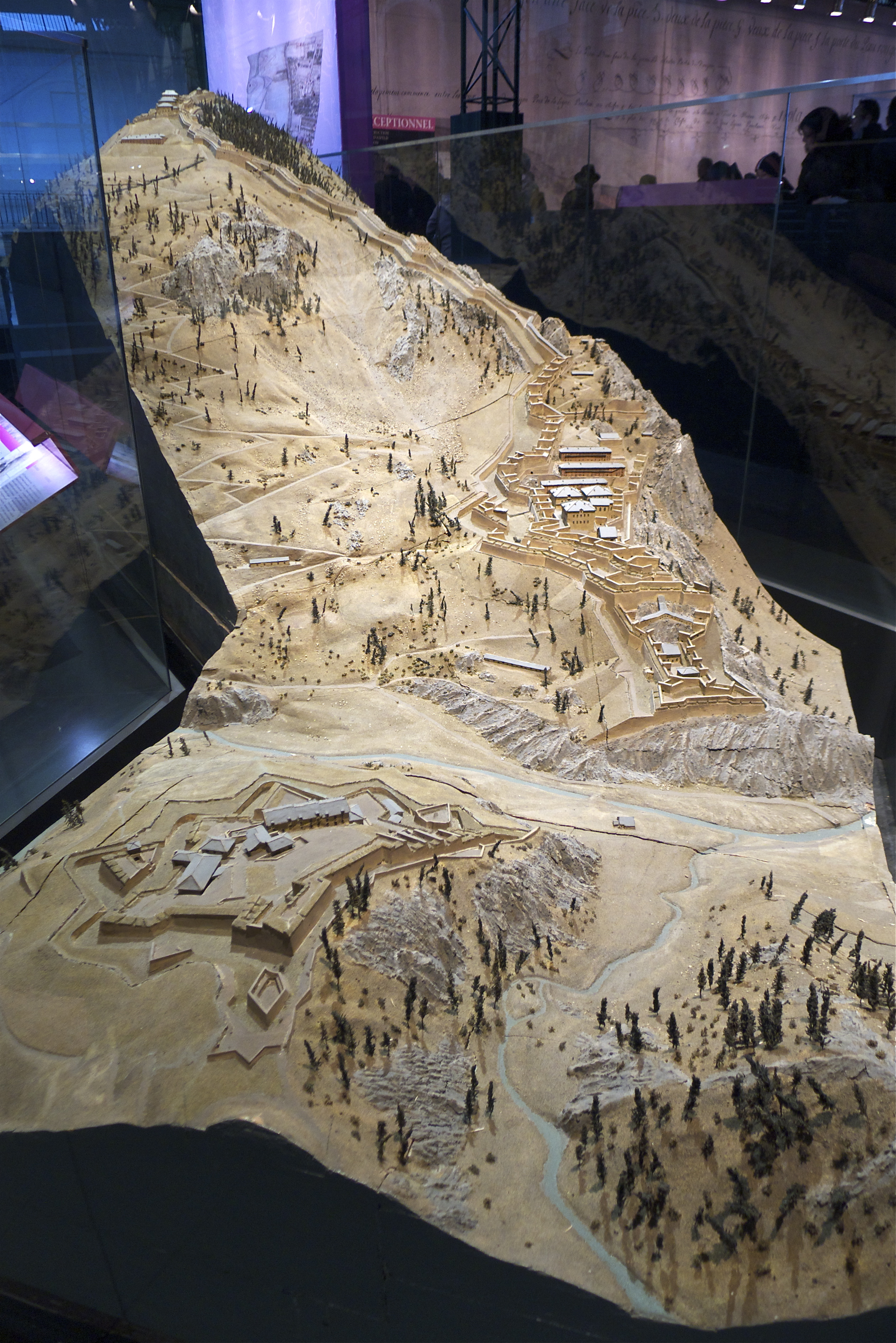
Plan-relief de la forteresse de Fenestrelle.

Elle est actuellement en cours de restauration grâce à la volonté de l’ensemble des habitants de la commune, relayée et soutenue par des institutions publiques et privées. L’association Progetto San Carlo y organise depuis 1997 des animations culturelles. En 1997, elle est ouverte au public et dotée d'un éclairage spectaculaire.
Une maquette de Fenestrelle construite en 1757 au 1/400e est actuellement conservée dans les réserves du musée des Plans-reliefs à Paris.

## Caractéristiques
La forteresse de Fenestrelle, souvent appelée à tort « fort de Fenestrelle »; est en réalité une succession de trois forts et de sept redoutes, reliés entre eux par deux voies de communications, un escalier interne, « l'escalier couvert » de 4 000 marches, et un escalier externe de 2 500 marches, « l'escalier Royal ». La structure s'étire sur plus de 3 km et s'étage sur 635 m couvrant une superficie de 1 350 000 m2.
Utilisant au mieux le relief Ignazio Bertola, surnommé le « Vauban piémontais », se sert de toutes les possibilités de défense pour l'aménagement de la forteresse.

### Le fort des Vallées
Le fort des Vallées (delle Valli) est le premier à être construit. Dès 1728, Bertola repère cet emplacement stratégique à la cime du mont Panaia (1 800 m d'altitude) qui permet de contrôler la vallée à 360°.
Il est composé de trois redoutes :
- la redoute Belvédère, la plus basse, qui est le lieu de vie des soldats en poste au fort ;
- la redoute Saint-Antoine (Sant'Antonio), beaucoup plus petite ;
- la redoute dell'Elmo, dernier bastion qui domine l'ensemble de la forteresse.

Bien qu’elles soient étroitement liées entre elles, chacune a de quoi être autonome afin de soutenir un siège. Un profond fossé entoure le fort et le passage de l'une à l'autre des redoutes se fait par un simple pont en deux parties, une partie en pont dormant et l'autre en pont-levis.
Le fort est relié à la route de Pra Catinat, par le Pont Rouge; une structure en pierre de quatre arches au-dessus d'un profond fossé. D'autre part la « route des canons » (Strada dei Cannoni) descend de la redoute Belvédère vers le village de Fenestrelle.

### Batteries et redoutes entre le fort des Vallées et le fort des Trois Dents
Deux batteries et deux redoutes  se trouvent intercalées entre les forts des Vallées et des Trois Dents et augmentent la capacité défensive de la forteresse. La structure des redoutes fut modifiée après l'adhésion de l'Italie à la « Triple Alliance » en 1882.
La première que l'on rencontre en montant du fort des Trois Dents est la batterie du Rocher ( dello Scoglio). Celle-ci est armée de petits postes d'artillerie adjoints d'un magasin. De plus cette position servait de station optique de transmission.
La redoute Santa Barbara, située à la côte 1 550 m, est un bâtiment en forme de pyramide troquée de base carrée de six mètres. Un pont-levis permettait de rejoindre la « route des canons ».
À 1 680 m, la redoute des Portes (delle Porte) est bâtie sur façon similaire, avec des dimensions un peu plus importantes. La batterie de l'Hôpital (dell'Ospedale) à 1 708 m complète l'ensemble, en particulier en défendant la « route des canons », mais aussi l'hôpital militaire situé hors des murs, en direction de la France.

### Le fort des Trois Dents
Le fort des Trois Dents (Tre Denti) tient son nom des trois pointes rocheuses sur lesquelles il est construit.

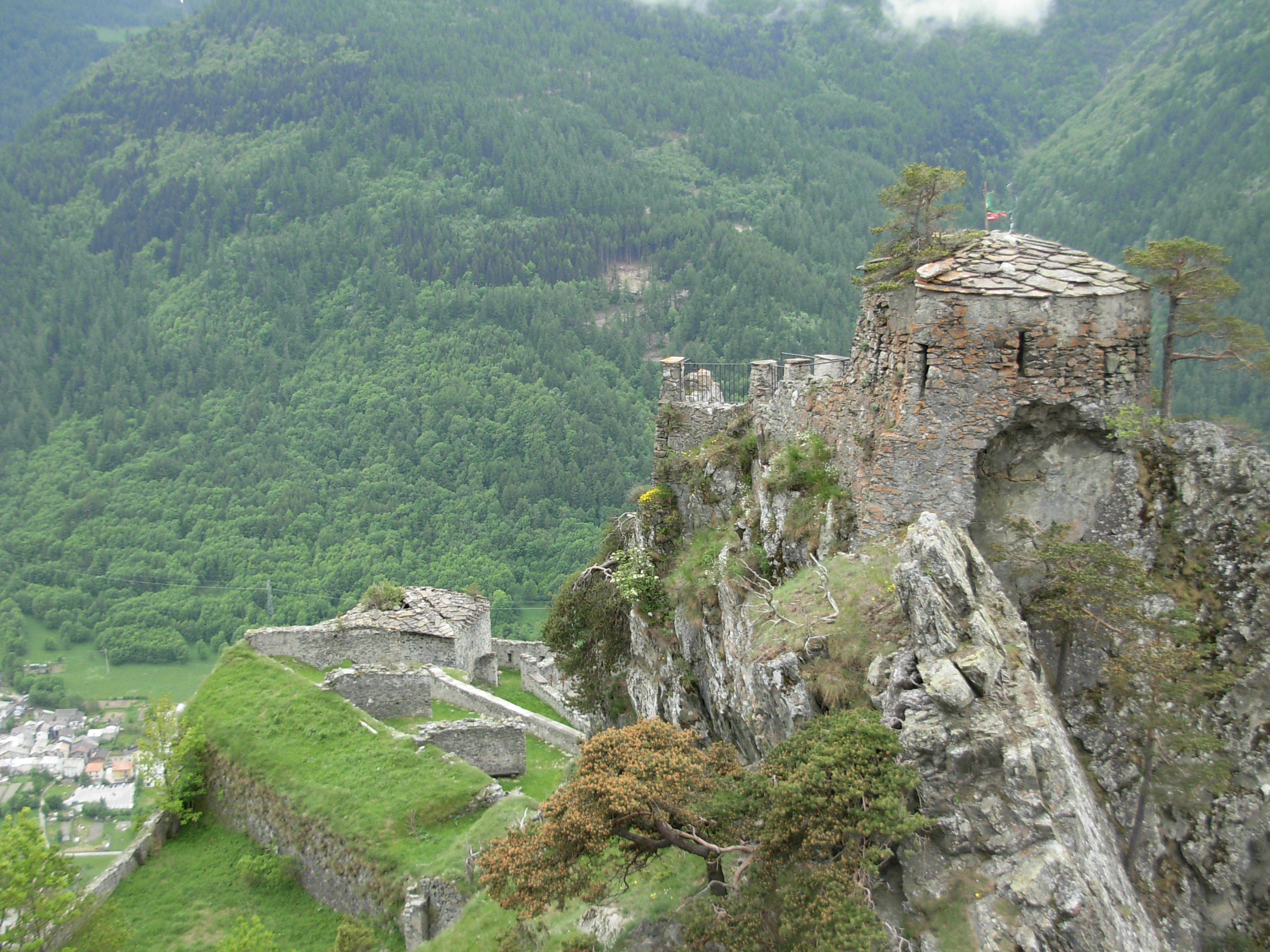
La guérite du Diable

Situé à 1 400 m d'altitude, il s'agit de la plus ancienne construction de la forteresse de Fenestrelle. C'est en effet le général Catinat qui, en 1692, fit bâtir cette première fortification pour le compte de la France. Après le traité d'Utrecht, elle fut agrandie dans la précipitation sur les plans d'Antonio Bertola (père d'Ignazio Bertola). La guérite du Diable (Garitta del Diavolo) construite sur un éperon rocheux, domine le fort de 20 m et est ainsi un excellent poste d'observation qui permet une vue parfaite sur la vallée.
Le second projet présenté en 1727 par Ignazio Bertola intègre l'ancien fort à l'ensemble.
Le fort des Trois Dents est armé de six canons et dispose en outre d'un magasin à poudre, de cuisine, de magasin et d'une citerne alimentée en eau par un aqueduc desservant les forts des Trois Dents et de San Carlo.

### Le fort San Carlo

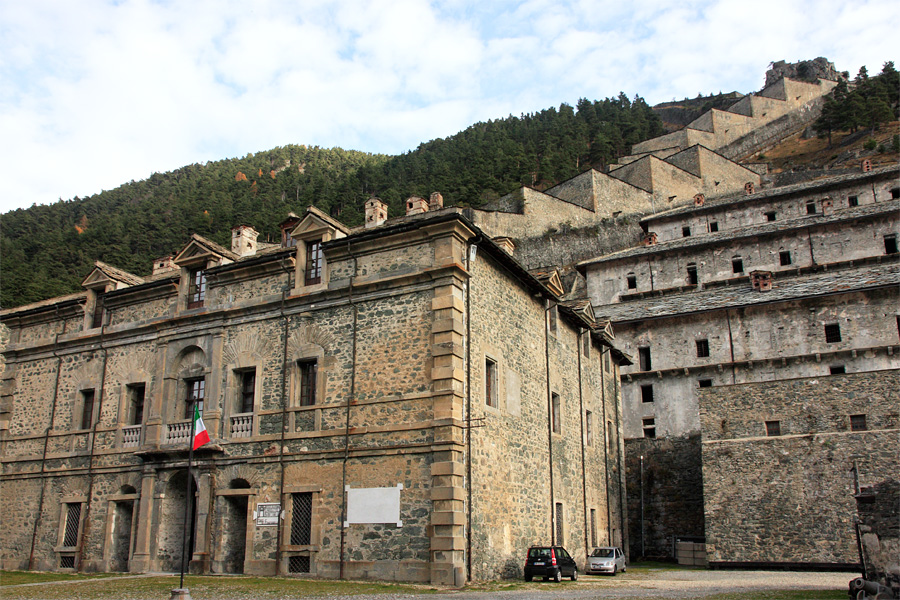
Place d'arme et palais du gouverneur

Construit de 1731 à 1789, le fort San Carlo est le plus important et le mieux conservé de l'ensemble de la fortification. C'est ici que se trouve l'entrée réservée aux officiers de haut rang, aux ambassadeurs et aux nobles, la Porte Royale. À l'intérieur du fort, autour d'une Place d'Armes, se présentent l'entrée de service, protégée par un pont-levis, le Palais du Gouverneur, le pavillon des officiers, les quartiers de garnisons, l'église, le magasin à poudre, et une infirmerie. C'est de ce fort, sous la tour du clocher, que démarre le fameux escalier couvert.
Le Palais du Gouverneur est construit de 1738 à 1742 et se divise en quatre niveaux, dont un enterré, avec des murs de plus de deux mètres d'épaisseur. La Façade est aujourd'hui encore bien conservée et ornée d'une corniche sculptée. Le dernier étage accueille le logement du gouverneur et de sa famille et un grand salon pour les réunions du gouverneur et des officiers occupe l'étage inférieur.
Faisant face au Palais du Gouverneur sur la Place d'Arme, le Pavillon des officiers est construit entre 1780 et 1789 avec une double fonction, logement pour les officiers de la garnison d'une part et prison pour les personnes importantes et les officiers ayant dérogé au code militaire de l'autre. Il se compose de 44 pièces réparties sur 5 niveaux plus un souterrain où l'on trouve les cuisines.
L'église du fort San Carlo est le plus grand édifice religieux construit dans une forteresse alpine en Europe. Sa construction remonterai à la fin XVIIIe, mais ni la date précise ni l'architecte ne sont connus pour l'instant.
L'entrée d’honneur, par la Porte Royale, est réservée aux officiers de haut rang et aux nobles en visite à la Forteresse. La Porte Royale est un pavillon de trois étages avec une façade en pierre sculptée.

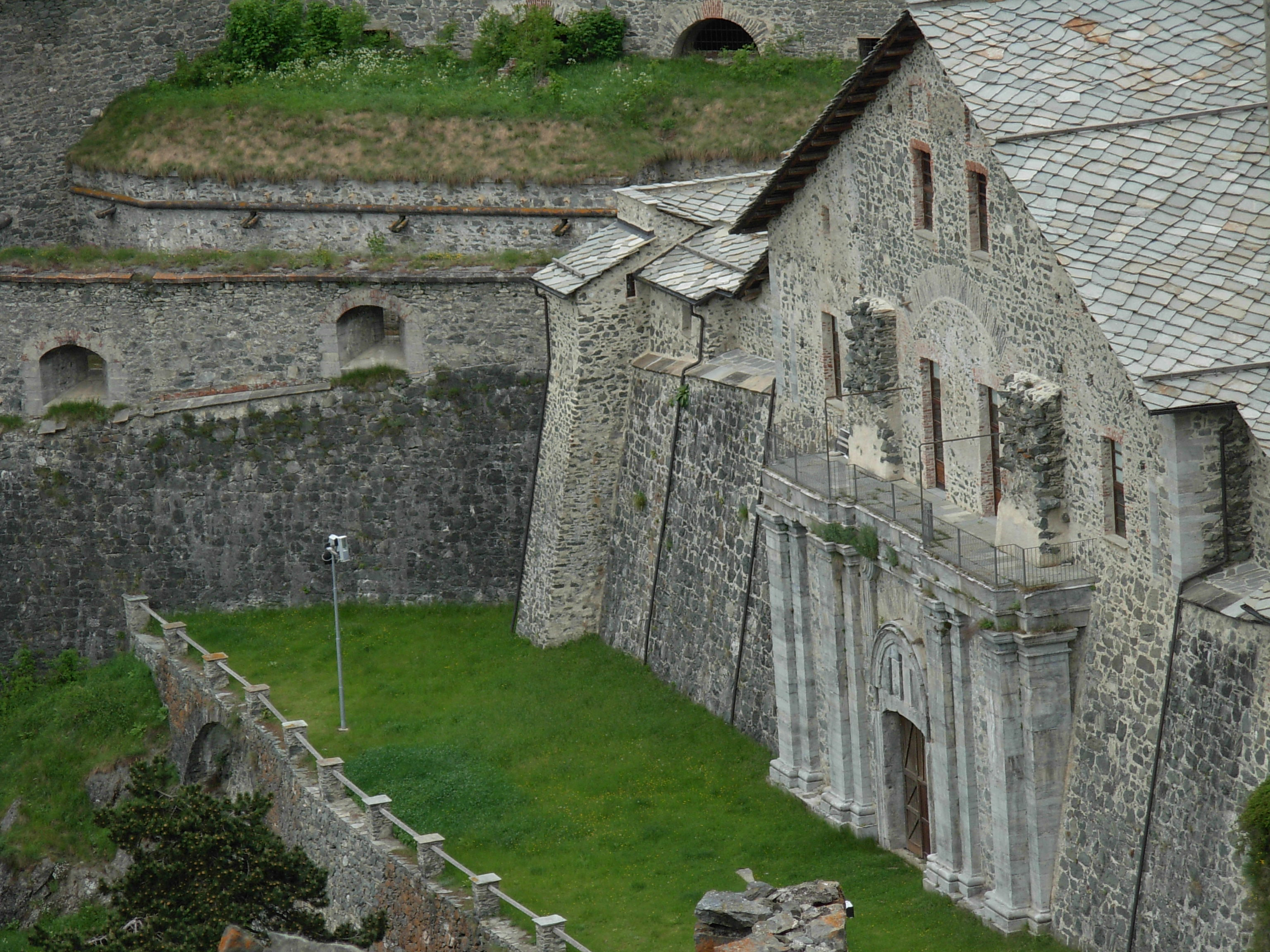
La Porte Royale

Les quartiers sont trois longs bâtiments disposés l'un derrière l'autre. Construits sur le même modèle mais avec des dimensions différentes, ces trois bâtiments de trois étages étaient à l'origine prévus uniquement pour les soldats de la garnison, mais les rez-de-chaussée ont été réaffectés en prison, d'abord exclusivement militaire puis pour les forçats. Les étages, dotés de balcon sur la face aval, restant de vastes dortoirs.
Le magasin à poudre Sant'Ignazio, le plus important de toute la forteresse de Fenestrelle, est ainsi appelé en honneur de l'architecte Ignazio Bertola. Il est construit au-dessus des trois quartiers et est doté d'un triple mur permettant à la fois de le protéger d'un bombardement extérieur et de protéger le fort d'une explosion intérieure.
Les postes d'artillerie enfin, au nombre de 28, s'étagent entre le fort San Carlo et le fort Tri Denti sur une succession de risalti (ressaut),. Les seize premiers sont en plus protégés par un fossé extérieur qui s'étend jusqu'à la redoute Charles-Albert.

### L'escalier couvert et l'escalier Royal
L'escalier couvert (Scala Coperta) démarre à proximité de la Place d'Arme du fort Saint Charles et se termine à l'entrée de la redoute Belvédère au fort delle Valli. Il s'agit d'une construction unique en son genre en Europe ; une galerie en arcade, couverte, composée de 4 000 marches (3 996 pour être précis) et protégée par des murs de 2 m d'épaisseur,. D'une longueur de 2 km et de 530 m environ de dénivelée, l'escalier couvert est une colonne vertébrale permettant de garder un lien permanent entre chaque élément de la forteresse, en particulier lors des longs hivers alpins, évitant ainsi d'être exposé aux intempéries. De plus, de nombreux aménagements permettent aux mulets de progresser à moindre effort, anneaux de tractions, plateformes... Côté défensif, l'escalier couvert est pourvu de cinq ponts à papillons découvrant des fosses de 5 à 6 mètres.
Une seconde voie d'accès, extérieure, permet de relier le bas au haut de la forteresse. Partant de la Porte Royale, un chemin monte en lacet du fort San Carlo au fort Tre Denti, le Camino Real. Un second escalier couvert de 300 marches et éclairé de meurtrières court jusqu'au-dessus de la guérite du Diable. De là, l'Escalier Royal, composé de 2 500 marches, fait le lien entre le fort Tre Denti, en desservant successivement la batterie Santa Barbara, de la porte, de l'hôpital, et se termine à l'entrée du fort delle Valli.

## Bâtiments extérieurs à la forteresse

### Le fort Mutin

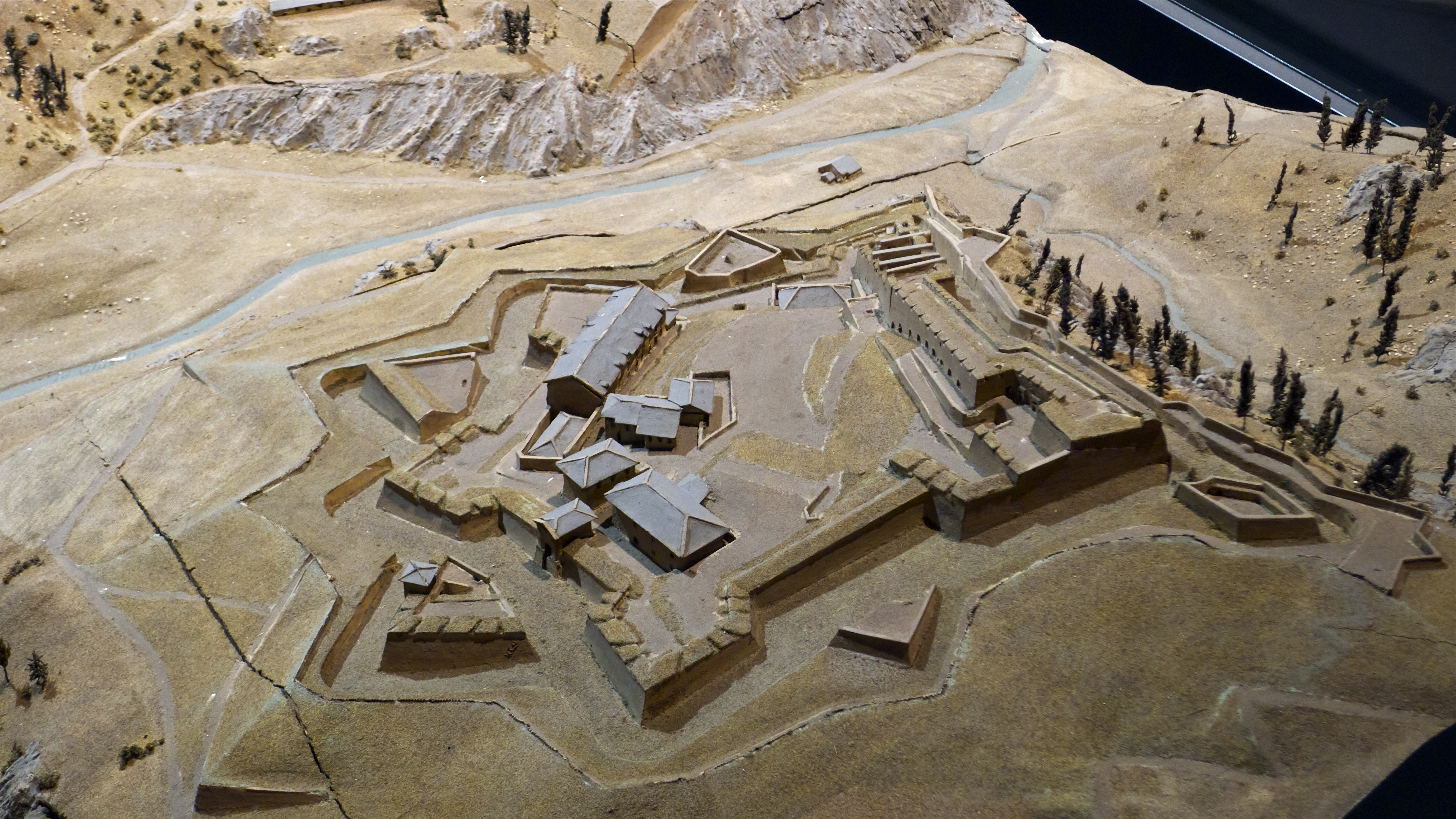
Plan-relief du fort Mutin.

La construction du fort Mutin commence en 1694 sur l'ordre de Louis XIV avec l'objectif de contrôler la vallée et bloquer d'éventuelles attaques des troupes venant de Pignerol. Le fort de forme pentagonale est construit d'après les plans de l'architecte Guy Creuzet de Richerand, responsable des fortifications en Dauphiné. Lors de sa visite en 1700, Vauban critique sévèrement l'édifice, lui trouvant une faiblesse due au relief et aurait préféré le démanteler. Cependant, au vu de la situation politique de l'époque et du coût des travaux, il tentera de combler ce défaut par la construction de huit redoutes.
Le 31 août 1708, après quinze jours de siège, un bombardement fait exploser le magasin à poudre. Le fort se rend aux armées Savoyardes. Le duc Victor-Amédée II le fait restaurer et tourne ses canons en direction de la France. Il restera actif pour éviter un retour des Français jusqu'en 1736, où il est partiellement abattu pour la construction de la redoute Charles-Albert qui le remplace définitivement.
Aujourd'hui, il ne reste du fort Mutin que quelques ruines visibles à travers la végétation qui l'a envahi.

### La redoute Charles-Albert
La redoute Charles-Albert, reliée à la forteresse par un fossé, est construite en 1836 sur la rive gauche du Cluson en remplacement du l'ancien fort Mutin.
La redoute était constituée à l'origine de deux édifices de part et d'autre de la route, aujourd'hui route nationale 23 (it). La structure encore existante a la forme d'une pyramide tronquée de base carrée, pourvue de cinq niveaux dont deux sous le niveau de la route.
Le second édifice a été détruit en juillet 1944 par des partisans dans le but de ralentir l'avancée allemande vers la haute vallée.

### Le colombier
Une grande importance des communications à distance sûres et rapides dans les forts alpins est primordiale, et l'utilisation de stations optiques est privilégiée lorsque c'est possible. Cependant l'emploi des pigeons voyageurs s'avère bien souvent nécessaire et c'est à cette fin que le colombier fut construit.
À proximité de la forteresse de Fenestrelle, le Château Arnaud, bâti au XIVe siècle lors de l'annexion de Fenestrelle par la France en 1349, est converti en colombier. De base carrée, le petit bâtiment est longtemps resté le siège du représentant du Dauphin pour le haut Val Cluson.

## Sources
- (it) Cet article est partiellement ou en totalité issu de l’article de Wikipédia en italien intitulé « Forte di Fenestrelle » (voir la liste des auteurs).

### Musée des Plans-reliefs
- La maquette de Fenestrelle au musée des Plans-reliefs, Paris.